# Władysław Kryklij
Władysław Arturowycz Kryklij, ukr. Владислав Артурович Криклій (ur. 27 listopada 1986) – ukraiński polityk i urzędnik państwowy, w latach 2019–2021 minister infrastruktury.

## Życiorys
W 2009 ukończył studia ekonomiczne na Kijowskim Uniwersytecie Narodowym im. Tarasa Szewczenki, w 2015 uzyskał stopień kandydata nauk. Pracował w bankowości i przedsiębiorstwie inwestycyjnym, w latach 2011–2013 pełnił funkcję dyrektora spółki prawa handlowego „Kino-teatr”. W 2014 został doradcą ministra spraw wewnętrznych Arsena Awakowa. W 2015 mianowany kierownikiem głównego centrum obsługi Ministerstwa Spraw Zagranicznych.
W wyborach parlamentarnych w 2019 z ramienia prezydenckiego ugrupowania Sługa Ludu uzyskał mandat posła do Rady Najwyższej IX kadencji. Złożył go w sierpniu tegoż roku na pierwszym posiedzeniu nowego parlamentu w związku z objęciem stanowiska ministra infrastruktury w powołanym wówczas rządzie Ołeksija Honczaruka. Pozostał na tej funkcji również w utworzonym w marcu 2020 gabinecie Denysa Szmyhala. Zakończył urzędowanie w maju 2021.